# Stainless Steel Studios
Stainless Steel Studios (SSSI) là một công ty phát triển trò chơi máy tính do Rick Goodman và Dara-Lynn Pelechatz thành lập vào tháng 1 năm 1998. Công ty có trụ sở tại Cambridge, Massachusetts, Mỹ và tập trung vào sự phát triển các tựa game chiến lược thời gian thực (RTS).

## Lịch sử
Stainless Steel do Rick Goodman và Dara-Lynn Pelechatz (Giám đốc điều hành) bắt đầu thành lập vào tháng 1 năm 1998.
Cái tên "Stainless Steel" (tạm dịch: Thép không rỉ) do chính Rick Goodman nghĩ ra trên một chuyến bay trở về từ California. Giám đốc điều hành Dara-Lynn Pelechatz cho biết trong một cuộc phỏng vấn với GameSpy:

Trong lúc trở về trên một chuyến bay từ California, Rick đã nhìn thấy quyển catalog của tạp chí mua sắm Sky Mall. Vâng, anh ấy đã quyết định sẽ mở cuốn sách và đặt ngón tay của mình vào món hàng đầu tiên mà anh nhìn thấy, kể từ đây đó sẽ là tên công ty mới của anh ấy. Món hàng mà Rick chỉ vào là một đầu vòi hoa sen bằng thép không gỉ. 

Logo được Stainless Steel thiết kế với kiểu mức, là một quả bóng bạc với một con kỳ nhông nằm trên đầu.
Công ty dành riêng cho việc sử dụng triết lý thiết kế của Goodman, những kỹ thuật phát triển đã được chứng minh cùng phong cách quản lý mang tính sáng tạo và tuyển dụng một số lập trình viên, thiết kế game và các họa sĩ tài năng nhất của ngành công nghiệp game. Điều đó đã giúp Stainless Steel trở nên thành công với các tựa game thuộc thể loại chiến lược thời gian thực (RTS) như Empire Earth và Empires: Dawn of the Modern World.
Ngày 25 tháng 11 năm 2005, Gamasutra báo cáo rằng Stainless Steel Studios lặng lẽ ngừng hoạt động và sa thải nhân viên. Nội dung của trang web chính thức đã được gỡ bỏ vào tháng 11. Cựu nhân viên SSSI Bob Scott và Daniel Higgins xác nhận tin đồn xuất hiện trên bảng tin diễn đàn trang web người hâm mộ HeavenGames Rise & Fall.
Higgins đã viết trong bài trả lời cho các câu hỏi về độ tin cậy của những tin đồn:

Điều này là đúng, SSSI không còn nữa. Tôi không thể cho biết chi tiết là tại sao, nhưng tôi có thể cho bạn biết sản phẩm có hình dạng tuyệt vời, nhóm nghiên cứu đang trong tinh thần cao độ và làm việc khẩn trương với niềm hăng say hoàn toàn và chúng tôi chỉ còn vài tuần nữa là ra mắt đĩa vàng. 

Riêng tựa game Rise and Fall: Civilizations at War về sau được hãng Midway Games hoàn thành và phát hành vào ngày 12 tháng 6 năm 2006. Về nguyên nhân Stainless Steel đóng cửa cửa hàng là vì nhà phát hành Midway Games liên tục cắt giảm kinh phí khiến hãng phải lâm vào tình trạng phá sản.

## Sản phẩm
| Năm phát hành | Tựa game                            | Phát hành            |
| ------------- | ----------------------------------- | -------------------- |
| 2001          | Empire Earth                        | Sierra Entertainment |
| 2003          | Empires: Dawn of the Modern World   | Activision           |
| 2006          | Rise and Fall: Civilizations at War | Midway Games         |